# Klasika Primavera 2012
La Klasika Primavera 2012 est la 58e édition de la Klasika Primavera.

## Classement final
|    | Coureur            | Pays    | Équipe            |    | Temps           |
| -- | ------------------ | ------- | ----------------- | -- | --------------- |
| 1  | Giovanni Visconti  | Italie  | Movistar          | en | 4 h 10 min 43 s |
| 2  | Alejandro Valverde | Espagne | Movistar          | +  | 0 s             |
| 3  | Igor Antón         | Espagne | Euskaltel-Euskadi |    | 0 s             |
| 4  | David López García | Espagne | Movistar          |    | 4 s             |
| 5  | Ángel Madrazo      | Espagne | Movistar          |    | 6 s             |
| 6  | Guillaume Levarlet | France  | Saur-Sojasun      |    | 10 s            |
| 7  | Fabrice Jeandesboz | France  | Saur-Sojasun      |    | 21 s            |
| 8  | Brice Feillu       | France  | Saur-Sojasun      |    | 22 s            |
| 9  | Maxime Méderel     | France  | Saur-Sojasun      |    | 38 s            |
| 10 | Sergey Shilov      | Russie  | Lokosphinx        |    | 39 s            |